# Herbert Henry Dow
Herbert Henry Dow (ur. 26 lutego 1866 w Belleville, zm. 15 października 1930 w Midland) – amerykański przemysłowiec, przedsiębiorca, chemik i wynalazca. Właściciel ponad 90 patentów. Założyciel Dow Chemical Company (1897). Znany ze zwycięskiej walki z niemieckim kartelem chemicznym.

## Życiorys

### Młodość
Urodził się 26 lutego 1866 w Belleville w stanie Ontario w Kanadzie jako najstarsze dziecko amerykańskich imigrantów z Derby w stanie Connecticut, Josepha Henry’ego Dowa (wynalazcy i inżyniera-mechanika) i jego żony Sary Bunnell. Sześć tygodni po jego narodzinach powrócili do rodzinnego Derby. W 1878 przeprowadzili się do Cleveland w stanie Ohio z powodu zatrudnienia Josepha przez Derby Shovel Manufacturing Company.
Bardzo szybko się uczył. Często pomagał ojcu w rozwiązywaniu problemów technicznych. Wynalazł inkubator dla kurzych jaj zanim skończył 12 lat.
Po maturze zdanej w 1884, studiował na Case School of Applied Science. Został członkiem bractwa Phi Kappa Psi. Prowadził specjalistyczne badania nad składem chemicznym solanek w Ohio i okolicach. Odkrył, że próbki solanki z Canton w Ohio i z Midland w Michigan były bardzo bogate w brom, który wówczas był podstawowym składnikiem leków oraz był szeroko stosowany w przemyśle fotograficznym. Po ukończeniu studiów w 1888, pracował przez rok w Huron Street Hospital College w Cleveland i kontynuował badania nad wydobyciem z solanek substancji chemicznych.

### Kariera
W 1889 otrzymał swój pierwszy patent, na uproszczony i bardziej opłacalny proces otrzymywania bromu. Szybko założył własną firmę, która zbankrutowała w ciągu niecałego roku. Jego współpracownicy byli pod wrażeniem jego pracy i w 1890 pomogli mu założyć Midland Chemical Company w Midland. Na początku 1891 wynalazł metodę otrzymywania bromu z wykorzystaniem elektrolizy do utlenienia bromków do wolnego bromu (proces Dowa).

#### Założenie Dow Chemical Company
Chciał rozszerzyć swoje badania nad elektrolizą w celu uzyskania innych substancji chemicznych. Jego sponsorzy nie zaaprobowali kontynuowania badań i zwolnili go z firmy. Pomimo tego dalej prowadził prace i rozwinął proces produkcji chloru i wodorotlenku sodu z chlorku sodu.
Na dalszą działalność zdobył fundusze od sponsorów w Cleveland, rodziny, przyjaciół i kolegów z uczelni. W 1895 przeprowadził się z rodziną do Ohio, gdzie założył Dow Process Company, by rozwijać mechanizmy swojego procesu. W następnym roku wrócił do Midland, gdzie utworzył Dow Chemical Company jako sukcesorkę Dow Process Company. Firma Dow Process została ustanowiona razem z 57 pierwszymi akcjonariuszami. W ciągu trzech lat jego nowa firma kupiła Midland Chemical Company (skąd został zwolniony kilka lat wcześniej).

#### Złamanie monopoluDie Deutsche Bromkonvention
Dzięki nowej technologii produkcja bromu była bardzo tania i sprzedawano go w Stanach Zjednoczonych za 36 centów za funt. W tym czasie niemiecki rząd wspierał kartel bromowy (niem. Die Deutsche Bromkonvention), który miał niemal monopol na dostawy bromu do USA, który sprzedawał za 49 centów za funt. Niemcy jasno dali do zrozumienia, że wpuszczą na rynek USA brom po dumpingowych cenach, jeśli Dow będzie próbował sprzedawać swój produkt za granicą. W 1904 przeciwstawił się kartelowi i zaczął eksport swojego taniego bromu do Wielkiej Brytanii. Parę miesięcy później, w biurze odwiedził go wściekły przedstawiciel kartelu i wezwał do zaprzestania eksportu bromu.
Nie przestraszył się i kontynuował eksport do Wielkiej Brytanii i Japonii. W ramach odwetu niemiecki kartel zaczął sprzedaż bromu w USA po dumpingowej cenie, 15 centów za funt, dążąc do likwidacji uciążliwej konkurencji. Niezdolny do konkurencji z narzuconymi, dumpingowymi cenami na rynku amerykańskim, poinstruował swoich agentów, żeby kupowali setki tysięcy funtów niemieckiego bromu po bardzo zaniżonej cenie. Dow Chemical Company przepakowywała zakupiony brom i eksportowała do Europy, sprzedając go nawet niemieckim firmom za 27 centów za funt. Kartel spodziewał się zniszczyć konkurenta i nie był w stanie zrozumieć co doprowadziło do ogromnego popytu na brom w Stanach Zjednoczonych i skąd pochodzi tani brom importowany przez Europejczyków. Podejrzewali własnych członków o łamanie zmowy cenowej i sprzedaż w Niemczech poniżej ustalonej ceny. Bromkonvention kontynuował politykę dumpingu, obniżając cenę najpierw do 12, a potem do 10,5 centa za funt.
Amerykańska firma dalej sprzedawała brom w Niemczech za 27 centów za funt. Kiedy członkowie kartelu wreszcie pojęli taktykę Dowa, zdali sobie sprawę, że nie mogą utrzymać ceny sprzedaży poniżej kosztów produkcji i podwyższyli ceny na całym świecie.
Triumf Dowa został wykorzystany jako argument, że stosowanie dumpingu jest irracjonalną praktyką, która nigdy nie będzie działać w prawdziwym świecie.

#### I wojna światowa

Logo Dow Chemical Company

Dow Chemical Company skoncentrowała się na dalszym badaniach i wkrótce mogła wydobyć inne substancje chemiczne z solanki. Wojna gwarantowała wzrost popytu, który umożliwił rozwój firmy, ponieważ Wielka Brytania zablokowała porty w Niemczech, które były ówcześnie jednym z największych dostawców substancji chemicznych na świecie. Firma szybko przerzuciła się na produkcję deficytowych towarów wojennych m.in. magnezu do produkcji środków zapalających, chlorobenzenu i fenolu do produkcji materiałów wybuchowych, bromu do lekarstw i gazu łzawiącego. Do 1918, 90% produkcji Dow Chemical Company wspierała działalność wojenną. W tym okresie Dow opracował logo w kształcie rombu, które jest nadal używane przez jego firmę.

#### Przemysł samochodowy
Po wojnie zaczął badania nad możliwościami zastosowania magnezu, którego firma miała pod dostatkiem. Odkrył, że może być wykorzystywany do produkcji tłoków samochodowych. Nowe tłoki poprawiły osiągi prędkości i były bardziej oszczędne w zużywaniu paliwa. Tłoki Dowmetal zaczęto używać w pojazdach wyścigowych, a zwycięzca Indianapolis 500 w 1921, Tommy Milton miał zamontowane tłoki pomysłu Dowa.

### Śmierć
Zmarł 15 października 1930 na marskość wątroby. Pozostawił żonę Grace i pięcioro spośród siedmiorga dzieci.

## Upamiętnienie
W 1925 założył Ogrody Dowa w Midland w stanie Michigan.
W 1936 jego żona powołała Herbert H. and Grace A. Dow Foundation by upamiętnić dokonania męża poprzez poprawę życia wszystkich mieszkańców Midland oraz stanu Michigan. Od początku działalności fundacja przekazała prawie pół miliarda dolarów na wartościowe projekty i programy w całym stanie. Biura fundacji znajdują się w domu i ogrodach Dowa.
W 1968 na jego cześć nazwano szkołę w Midland w stanie Michigan (Herbert Henry Dow High School).
W 1976 jego dom, znany jako Herbert H. Dow House, został uznany przez rząd USA za budynek ważny historycznie i wpisany na listę National Historic Landmark.